# Gunter Böhmer

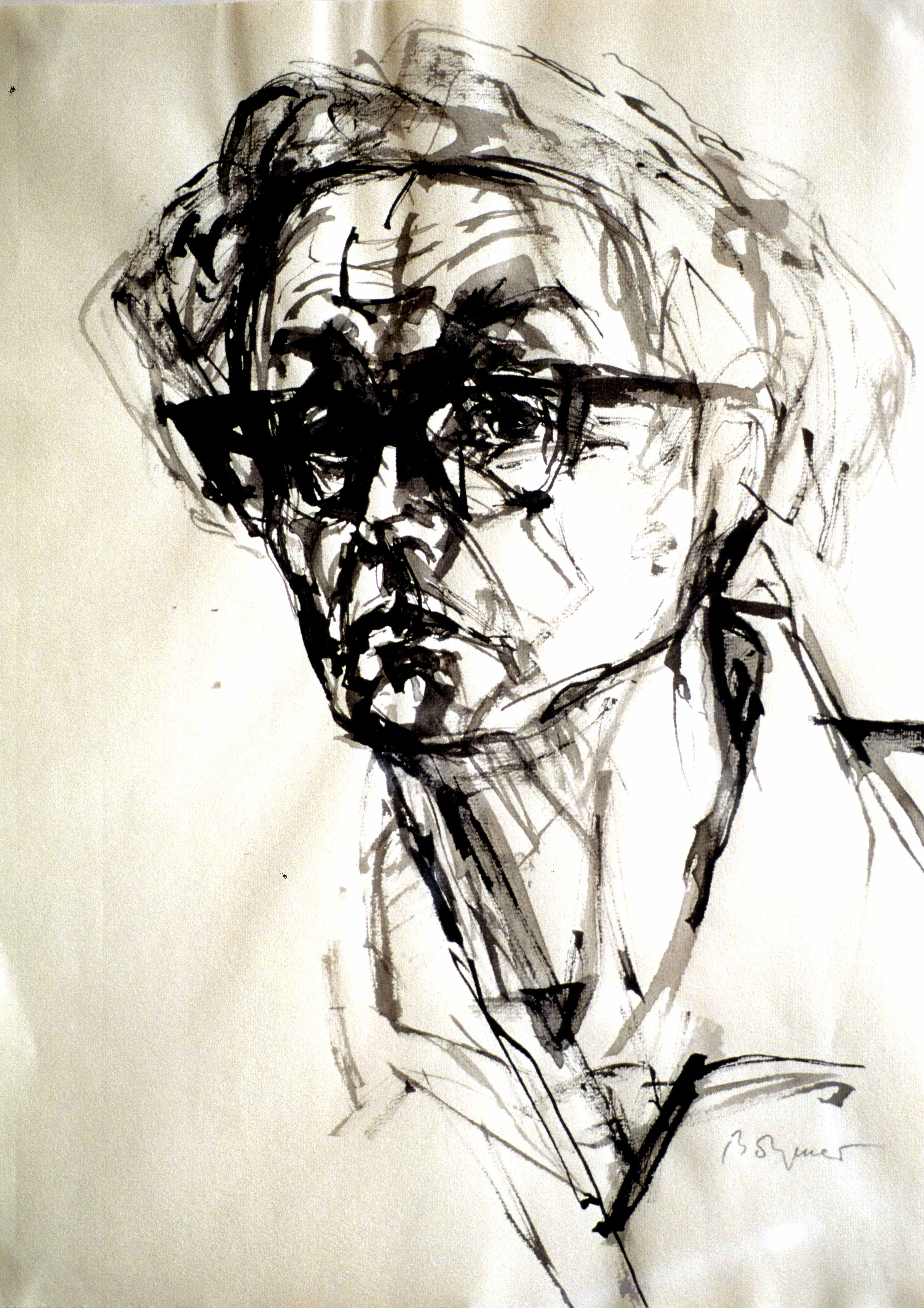
Gunter Böhmer, självporträtt, 1978.

Gunter Böhmer, född 1911, död 1986, var en tysk-schweizisk målare, tecknare och bok-illustratör. Han är mest känd för den sistnämnda verksamheten och illustrerade verk av bland andra Herman Hesse, Thomas Mann och Franz Kafka. 1961 blev Böhmer professor vid Staatliche Akademie der Bildenden Künste Stuttgart.